# روبی رماتی
روبی رماتی (انگلیسی: Ruby Remati؛ زادهٔ ۱۴ اوت ۲۰۰۲) شناگر شنای موزون اهل ایالات متحده آمریکا است.
وی در مسابقات کشوری و بین‌المللی در مجموع برندهٔ ۱ مدال نقره شده است.